# Махровский, Геннадий Иванович
Генна́дий Ива́нович Махро́вский (1857, село Контеево(?), Костромская губерния — 30 сентября 1919, Саратов) — протоиерей Русской православной церкви, преподаватель Саратовской духовной семинарии, настоятель Свято-Троицкого собора города Саратова с 1894 по 1919 г.
В 1906 г. был избран в Государственный совет Российской империи как кандидат от белого духовенства Саратовской епархии. После этого Священный синод дважды утверждал протоиерея Геннадия Махровского в звании заместителя к членам Государственного совета — в 1906 и 1909 гг.
В 1919 г. арестован по обвинению в контрреволюционной деятельности и расстрелян по приговору Саратовской ЧК. В 1997 г. реабилитирован на основании закона РСФСР «О реабилитации жертв политических репрессий» от 18.10.1991 N1761-1. В 2018 г. о протоиерее Геннадии Махровском снят документальный фильм «Надежда на спасение».

## Биография

### Происхождение и образование
Родился в 1857 г. в селе Контеево(?) Буйского уезда Костромской губернии в семье потомственных священнослужителей. Дед — Николай Стефанович Махровский — был священником и скончался за штатом в 1876 г. Он стал первым представителем рода, носившим фамилию Махровский. Очевидно, что сама фамилия была образована от названия села Махрово Галичского уезда (ныне в Буйского района) Костромской области, где в Архидиаконской церкви служило несколько поколений семьи священнослужителей.
Отец — Иван Николаевич Махровский — был дьячком и с 1864 по 1876 г. служил в Архангельской церкви села Контеево Буйского уезда Костромской губернии. Предположительно, именно там, в селе Контеево, родился Геннадий Иванович Махровский. Такую версию выдвинула костромской краевед Галина Брезгина, составившая поколенную роспись рода Махровских духовного звания. Хотя долгое время местом рождения отца Геннадия считалось село Махрово.
В 1866 г. девятилетний Геннадий был принят в низшее отделение Галичского уездного духовного училища. Затем обучался в Костромской духовной семинарии. А в 1877 г. поступил в Казанскую духовную академию, которую окончил в 1881 г., получив ученую степень кандидата богословия «с правом на получение степени магистра без нового устного испытания».

### Преподавательская деятельность
В том же 1881 г. выпускник Казанской академии Геннадий Махровский был направлен на преподавательскую должность в город Саратов. Сохранился протокол педагогического собрания правления Саратовской духовной семинарии, на котором рассматривалось отношение обер-прокурора Святейшего cинода на имя Его Преосвященства епископа Саратовского и Царицынского Тихона (Покровского) об определении «кандидата Казанской духовной академии Геннадия Махровского на вакансию преподавателя церковной истории в Саратовской духовной семинарии с 15-го текущего (1881 г.) августа».
После двух лет преподавания, в 1883 г., Махровский вошел в состав Правления семинарии. А уже в следующем 1884 г. отцу Геннадию была доверена должность инспектора семинарии, которую он исполнял в летний период, когда не было занятий. В его функции входило решение многочисленных хозяйственных вопросов, связанных с обеспечением учебного процесса. Таким образом, Махровский принял активное участие в возведении нового здания Саратовской духовной семинарии на углу Александровской и Малой Сергиевской улиц. Его строительство было завершено в 1885 г..
После переезда семинарии в новое помещение Святейший синод разрешил Саратовской епархии приобрести в собственность старое здание семинарии, расположенное напротив Свято-Троицкого собора, «для устройства в ней общежития для своекоштных воспитанников семинарии или для какой иной надобности». В 1887 г. отец Геннадий был назначен членом строительной комиссии по устройству общежития для своекоштных учеников. Запущенное здание подверглось серьёзной перепланировке: в нём появился общий коридор, куда выходили комнаты воспитанников, и было заново отделано. Общежитие открылось в 1888 г. и просуществовало до 1907 г..
С 1888 г. Геннадий Иванович принимал деятельное участие в работе Епархиального училищного совета, а с 1904 по 1914 г. исполнял в нём функции заместителя председателя. Одновременно Махровский был членом и председателем совета Саратовского епархиального женского училища и членом Педагогического собрания правления Саратовской духовной семинарии, где прослужил более тридцати лет: от должности преподавателя церковной истории Махровский был освобожден в августе 1914 г. по его собственному прошению.

### Пастырское служение
13 февраля 1882 г. Геннадий Махровский был рукоположен епископом Саратовским и Царицынским Тихоном (Покровским) во иерея и определён к Свято-Троицкому собору города Саратова, в котором прослужил более 37 лет. В рамках празднования 300-летия Саратова 9 мая 1891 г. произносил проповедь на праздничной литургии в Александро-Невском соборе. В ноябре 1894 г. отец Геннадий стал старшим священником (настоятелем) Троицкого собора. Ещё через год, в 1895-м, Махровский был утвержден в должности помощника благочинного приходских церквей Саратова, а в 1903 г. исполнял должность благочинного саратовских приходских церквей.
В 1903 г. по инициативе Епископа Саратовского и Царицынского Гермогена при Троицком соборе был учрежден Строительный комитет для ремонта и благоукрашения собора. Председателем комитета был избран саратовский вице-губернатор Всеволод Николаевич Азанчеев-Азанчевский, товарищем председателя — настоятель Свято-Троицкого собора иерей Геннадий Махровский.
В архиве Института истории материальной культуры РАН хранится подробный доклад епископа Гермогена, направленный им в Санкт-Петербург, в Императорскую археологическую комиссию, с описанием деятельности Строительного комитета. (Дело в том, что уже в начале прошлого века Свято-Троицкий собор, построенный на рубеже ХVII-XVIII вв., относился к числу древних церквей, и любые работы по его ремонту и реконструкции должны были согласовываться с Императорской археологической комиссией и велись под её строгим надзором).
Из отчета следует, что в ходе ремонтных работ были освобождены от жилья помещения в нижнем храме и организовано размещение сторожей вне церкви; вместо деревянных лестниц между этажами были устроены каменные; реконструирован главный вход в храм; устроено отопление верхнего этажа храма (до этого верхний храм был летним, холодным); полусгнившие деревянные полы на галерее были заменены на цементно-бетонные своды, на которые положили плитку; ветхие оконные рамы в храме заменили новыми, вынув заложенную позднее кладку кирпича и восстановив прежний просвет окон. Строительный комитет предпринял также издание книги члена Саратовской ученой архивной комиссии В. П. Соколова «Саратовский Троицкий (старый) собор», до последнего времени служившей основным источником по истории старейшего саратовского храма.
6 мая 1904 г. отец Геннадий был возведен в сан протоиерея.

### Епархиальная и общественная деятельность
Геннадий Махровский проявил себя на поприще хозяйственной и отчетно-финансовой деятельности епархии. В 1887—1889 гг. он был членом Епархиального ревизионного комитета, несколько лет председательствовал в Саратовском подготовительном Сметном комитете, с 1911 г. являлся председателем «раскладочной комиссии», а с 1913 г. — председателем Сметного комитета епархии. В тот же период, с 1898 по 1901 г., Махровский был членом и председателем комиссии по обревизованию экономического отчета по содержанию Саратовского духовного училища, в течение семи лет, начиная с 1898 г., состоял членом комиссии по епархиальному свечному заводу, а в 1905 г. был назначен председателем ревизионной комиссии по свечному заводу и семинарскому общежитию.
Во время страшного голода после неурожая 1891 г. отец Геннадий стал членом новообразованного епархиального комитета о голодающих, «за прохождение каковой должности» ему была «выражена признательность епархиального начальства».
В 1906 г., в связи с преобразованием Государственного совета Российской империи в верхнюю палату первого российского парламента наряду с нижней палатой — Государственной думой, были назначены выборы в новый орган власти. От Саратовской епархии в Госсовет был избран протоиерей Геннадий Иванович Махровский. 20 мая 1906 г. определением Священного синода Махровский был утвержден в звании заместителя к членам Государственного совета на трехлетний срок, а в 1909 г. его полномочия были продлены ещё на три года.

### Участие в послереволюционных событиях
Весной 1917 г. на волне перемен после Февральской революции отец Геннадий был избран председателем Чрезвычайного епархиального съезда духовенства и мирян, который проходил в Саратове 14-22 апреля, и способствовал принятию съездом решения о ходатайстве перед Святейшим синодом об удалении из епархии епископа Палладия и его викария Леонтия. Временное управление Саратовской епархией поручалось первому викарию, епископу Вольскому Досифею.
По инициативе Махровского на съезде был создан Епархиальный организационный комитет по делам церковного управления из 12 представителей, в число которых вошел он сам. Тогда же протоирей Геннадий Махровский был назначен представителем от духовенства Саратовской епархии на Всероссийский съезд духовенства и мирян в городе Москве. Вскоре отец Геннадий становится председателем Епархиального комитета по делам церковной реформы и вводит в Саратовский епископский совет трех представителей от мирян. 14 июля 1917 г. его избирают председателем комиссии по выработке правил избрания епископа на Саратовскую кафедру. Однако, сам отец Геннадий был против поспешных выборов епископа, он считал, что перед этим необходимо сократить размеры Саратовской епархии, разделив её на несколько новых.
С проектом сокращения размеров епархий Русской православной церкви и разделения их на более мелкие Геннадий Махровский выступил на открывшемся 1 июня 1917 г. Всероссийском съезде духовенства и мирян в Москве на секции по реформе церковного управления. Комиссия при Святейшем Синоде признала его проект серьёзным и заслуживающим внимания, однако он не был осуществлен, и на втором послереволюционном съезде саратовского духовенства, проходившем 8-9 августа 1917 г., большинством голосов епархиальным архиереем был избран владыка Досифей.
В начале октября 1917 г. саратовский Епархиальный организационный комитет по делам церковного управления принял решение идти на выборы в Учредительное собрание собственным списком от Православно-народной партии и выдвинул кандидатов от духовенства и мирян, среди которых под номером 10 значился Махровский Геннадий Иванович. Однако в окончательном списке кандидатов в Учредительное собрание отец Геннадий не числился.

### Арест и мученическая кончина
Именно присутствие Махровского в списке кандидатов в Учредительное собрание явилось формальным поводом для его ареста за контрреволюционную деятельность в период Красного террора. 9 августа 1919 г. председателем Саратовской ЧК был выписан ордер № 5091 на арест гражданина Махровского Геннадия Ивановича. На следующий день отец Геннадий был препровожден под стражу. В регистрационной карточке значилось, что арестован протоиерей как кандидат в Учредительное собрание, а резолюция гласила: «В концентрац[ионный] лагерь». 29 сентября комиссия, заседавшая в составе Лобова, Крумина и Чумака утвердила постановление о расстреле Махровского Геннадия Ивановича. К расстрелу тогда были приговорены ещё 27 человек, все они были казнены на следующий день, 30 сентября 1919 г., на окраине саратовского Воскресенского кладбища.

### Реабилитация
3 июля 1997 г. Геннадий Иванович Махровский был реабилитирован. Прокуратура Саратовской области в своем заключении постановила: «Изучение дела показало, что никаких доказательств контрреволюционной деятельности со стороны Махровского Г. И. в деле не имеется <…> Махровский Г. И. репрессирован по социальному признаку. <…> На основании ст. 3. п. „б“ и ст. 5. п. „е“ Закона РСФСР „О реабилитации жертв политических репрессий“ от 18 октября 1991 г. Махровский Геннадий Иванович реабилитирован».

### Семья
Геннадий Иванович Махровский и его супруга Лидия Ивановна (1863—1944, в девичестве — Алфионова, дочь саратовского протоиерея Иоанна Алфионова, ставшего впоследствии архимандритом и настоятелем саратовского мужского Спасо-Преображенского монастыря) воспитали восьмерых детей:
- Александр (1883—1968), учитель Петровского духовного училища.
- Виктор (1886—1956), профессор, доктор технических наук, ученый-метролог. Окончил физико-математический факультет Казанского университета, работал преподавателем математики, физики и космографии в Петровской женской гимназии, затем окончил Санкт-Петербургский государственный технологический институт и стал видным специалистом в области общей метрологии и механических измерений. Работал во ВНИИМ. Его дочь Александра Викторовна Махровская, внучка отца Геннадия, стала известным советским архитектором и градостроителем, специалистом в области реконструкции исторической застройки и охраны уникального историко-культурного наследия, членом-корреспондентом Российской академии архитектуры и строительных наук (РААСН).
- Константин (1887—1919) обучался на медицинском факультете Варшавского университета, затем состоял ординатором при военном госпитале.
- Елена (1889—1972) окончила курс Саратовского епархиального женского училища, обучалась в фельдшерской школе, затем окончила Саратовскую Императорского Русского музыкального общества Алексеевскую консерваторию (ныне — Саратовская государственная консерватория имени Л. В. Собинова, работала преподавателем в Архангельском музыкальном училище.
- Надежда (1890—1918) окончила Саратовского епархиальное женское училище, затем обучалась на Высших женских медицинских курсах при Саратовском санитарном обществе по программе медицинского факультета Императорского Николаевского университета (ныне — Саратовский государственный университет имени Н. Г. Чернышевского. Вместе с братом Константином Надежду в 1918 г. направили на борьбу с сыпным тифом в Поволжье. Оба заразились. Надежда умерла 31 декабря 1918 года, Константин — 17 марта 1919 года.
- Антонина (1892—1921) жила при отце, умерла от тифа.
- Анна (1896—1980) окончила физико-математический факультет Саратовского университета, преподавала математику в школе.
- Серафима (1899—1972) окончила медицинский факультет Саратовского университета[16][11][17].

В Саратова большая семья Махровских проживала на углу Обуховского переулка и Покровской улицы в доме № 4, принадлежавшем в ту пору Свято-Троицкому собору. Здание сохранилось, но было надстроено и сменило адрес: сейчас этот дом числится как № 22 по улице Лермонтова (бывшей Покровской).

## Награды
За годы своей долгой пастырской и педагогической деятельности отец Геннадий был награждён: набедренником (27 декабря 1882 г.); скуфьей (28 марта 1886 г.); камилавкой (29 апреля 1891 г.); наперсным крестом (12 апреля 1895 г.); орденом Святой Анны III степени (6 мая 1900 г.) и II степени (6 мая 1910 г.); Библией от Святейшего Синода (11 мая 1907 г.); орденом Святого Владимира IV степени (6 мая 1914 года); палицей (1918 г.). Кроме того, в 1916 г. указом Саратовской духовной консистории отцу Геннадию была выражена благодарность за безвозмездное и успешное ведение дела в Сенате об освобождении церковной земли от земского обложения.

## Основные публикации
- Махровский Г. И. «К вопросу о воспитании русского народного характера» // «Саратовский духовный вестник», 1905, № 9-10.
- Махровский Г. И. «Основной закон нашего земного счастья» // «Саратовский духовный вестник», 1907, № 3-4.
- Махровский Г. И. «Слово на День восшествия на престол Государя Императора Николая Александровича» // «Саратовский духовный вестник», 1912., № 40-41, с. 10—14.
- Махровский Г. И. «Вниманию духовенства и мирян Саратовской епархии в виду предстоящего епископского собрания 8 августа» // «Саратовские епархиальные ведомости», 1917, № 22, с. 781.
- Махровский Г. И. «К вопросу об избрании Саратовского епископа» // «Саратовские епархиальные ведомости», 1917, № 23, с. 803—810.
- «Из Слова протоиерея Г. И. Махровского в Неделю Святых Праотец» // «Саратовский духовный вестник», 1918, № 1, с. 5—7.

## Память
Почитание расстрелянного протоиерея Геннадия Махровского, священномученика епископа Вольского Германа (Косолапова), священномученика протоирея Михаила Платонова и других жертв красного террора, останки которых покоятся в братской могиле на Воскресенском кладбище, началось в Саратове сразу после расправы. Над могилой был воздвигнут крест из рельсов, однако, долгие годы не было известно даже общее количество захороненных. А их имена были доподлинно установлены только в 1998 г. В наши дни на месте погребения совершаются панихиды по невинно убиенным, на кладбище воздвигнут храм в честь Воскресения Христова.
Епархиальной комиссией по канонизации подвижников благочестия ведется работа по сбору материалов о жизни и пастырском служении протоиерея Геннадия Махровского. В музее Свято-Троицкого собора города Саратова хранятся предметы, принадлежавшие отцу Геннадию. Его служению и мученической смерти посвящена отдельная экспозиция.
Кроме того, в Свято-Троицком соборе города Саратова хранится аналойная икона великомученика Пантелеймона афонского письма, подаренная Махровскому воспитанниками семинарии. Надпись на обороте иконы состоит из двух частей: «Благословение Святой Афонской горы от недост. иеромон. Феофана. 1904 г.», «И иеромонаха Виктора дорогому преподавателю нашему о. протоиерею Геннадию Ивановичу Махровскому. 1905 г. 3 марта». Что касается имени дарителя иконы, иеромонаха Виктора, то с большой долей вероятности можно предположить, что это Виктор (Островидов), епископ Глазовский, викарий Вятской епархии, бывший в свое время учеником отца Геннадия в Саратовской семинарии (выпуск 1899 г.), а ныне прославленный в лике святых.

### Документальный фильм «Надежда на спасение»

Обложка DVD фильма «Надежда на спасение»

В 2018 г. по благословению митрополита Саратовского и Вольского Лонгина в рамках просветительского проекта «Сохранённая культура» был снят документальный фильм о протоиерее Геннадии Махровском. Автором идеи и продюсером проекта выступил праправнук расстрелянного священника, петербургский юрист Виктор Наумов. Режиссёр фильма — Максим Якубсон. В съемках приняли участие: митрополит Саратовский и Вольский Лонгин, митрополит Костромской и Нерехтский Ферапонт, саратовский коллекционер, составитель родословного древа Алфионовых—Махровских Владимир Гиттерман, куратор музея Свято-Троицкого собора города Саратова Ирина Воронихина, церковный краевед Валерий Теплов, историк Александр Мраморнов и др..
В 2019 г. проект «Сохранённая культура» выпустил DVD-диск «Образы и судьбы. Фотографии и документы из частного архива В. В. Гиттермана», среди опубликованных на нём документов — фотографии протоиерея Геннадия Махровского и его семьи, а также письма, которые отец Геннадий написал в 1919 г., находясь под арестом, незадолго до своей трагической гибели.